# Cantone di Bar-le-Duc-2
Il Cantone di Bar-le-Duc-2 è una divisione amministrativa dell'Arrondissement di Bar-le-Duc.
È stato costituito a seguito della riforma approvata con decreto del 17 febbraio 2014, che ha avuto attuazione dopo le elezioni dipartimentali del 2015.

## Composizione
Comprende parte della città di Bar-le-Duc e i 4 comuni di:
- Behonne
- Chardogne
- Fains-Véel
- Vavincourt